# Лончинські (герб)
Лончинські (Łączyński, Nałęcz odmienny) — шляхетський герб, за словами Юзефа Шиманського — різновид герба Наленч.

## Опис герба
У червоному полі срібна пов'язка пов'язана внизу в коло.
Клейнод: хвіст павича між двома рогами оленя.
Намет: червоний, підбитий сріблом.

## Найбільш ранні згадки
Присвоєно писареві коронного скарбу Миколяю Лончинському 2 січня 1580.
Герб є результатом усиновлення в Наленч через Войцеха Седзівоя з Чарнкува.

## Herbowni
Гейнке — Гейнек (Heinke — Heynek),Лончинські (Łączyński).